# Ignacio Cid Hermoso
Ignacio Cid es un escritor español, ingeniero industrial y profesor nacido en el año 1985. Cultiva la novela y el relato en diversos géneros, especialmente el realismo mágico, la melancolía fosca, el surrealismo, el erotismo, la novela negra, el terror y el thriller emocional.[cita requerida]
Cuenta con diversas publicaciones a título individual: la antología recopilatoria de relatos "Texturas del miedo" con Saco de Huesos Ediciones dentro de su Colección A Sangre (diciembre de 2010); la novela "El Osito Cochambre" con Editorial 23 Escalones (marzo de 2012), finalista como mejor novela nacional en los Premios Nocte 2013; la novela negra "Nudos de cereza" con Editorial Punto en Boca (junio de 2014); la novela de terror "Gespenst" con Dolmen Editorial dentro de la Colección Stoker (febrero de 2015); el libro de relatos ilustrado por el artista argentino Javier Hernández, "Grotesque" dentro de la línea Maldoror de Dissident Tales Editorial (noviembre de 2015); y la nouvelle "Anoche, mientras te observaba" publicada por Editorial Base en su colección Narrativas Hispánicas (marzo de 2016). Sus últimas publicaciones son las novelas "Todas las mujeres muertas" (Cazador de ratas) y "Cuando el diablo se aburre" (Dilatando Mentes). En 2019 saca su "Díptico" con la editorial Dilatando Mentes, un libro de relatos compuesto por dos tomos que incluyen "Grotesque" (reeditada) y "Surrealiste", ilustradas por la artista venezolana Verónica Leonetti. También ha publicado en coautoría el libro de relatos "Girando en Simetría" junto a Darío Vilas, José Luis Cantos y Rafa Rubio con Tyrannosaurus Books (abril de 2015).
Antes de dar el salto a la publicación profesional, resultó ganador del “IV Premio Liter de literatura de terror" (Huesca, 2009), del “II Certamen Monstruos de la Razón” (2009) en la categoría de terror, del “II Certamen El Caldero Mágico” (Herencia-Ciudad Real, 2009) y del “IV Certamen de microrrelato Teseo” (2010). También fue segundo premio en el “V Certamen Internacional Karma Sensual: para comerte mejor” (2009) y en el “I Certamen de relatos Todos los Santos” de H-Horror (2010); además de finalista en multitud de concursos literarios.
Tiene numerosos relatos publicados en antologías de certámenes, tales como Calabazas en el Trastero (Saco de Huesos Ediciones): “Terror Oriental”, “Bosques” (ganador del Premio honorífico Nosferatu), “Peste” y "Monstruos de cine"; “Ovelles Elèctriques” en sus dos primeras ediciones; “32 motivos para no dormir” (Editorial Círculo Rojo); "Antología Z v. 6: Todos los Santos (Dolmen Editorial), etc. También ha participado en antologías colaborativas de la altura de "Fantasmagoría" (Nowtilus-Tombooktu), "PerVersiones: Cuentos Populares", "Versículos Prohibidos" (23 Escalones), etc.
Autor invitado a prestigiosos festivales literarios nacionales como la Semana Negra de Gijón y los Celsius 232 de Avilés, así como a la Feria del Libro de Madrid. Hasta hoy, ha completado cinco novelas, dos novelas cortas, un libro de relatos y más de setenta cuentos; además de múltiples microrrelatos, reseñas literarias y críticas cinematográficas publicadas en webs como Filmaffinity, OcioZero o Cultura Hache (antes de su desaparición).
Antiguo redactor de la revista pulp "Los zombis no saben leer" y exmiembro de Nocte (Asociación Española de Escritores de Terror). En la actualidad se encuentra trabajando en nuevos proyectos de índole individual y colectiva.

## Obra publicada

### Libros en solitario

#### Novela
- Cuando el diablo se aburre (Dilatando Mentes, 2018)[9]
- Todas las mujeres muertas (Cazador de ratas, 2018)[7]
- Gespenst (Dolmen Editorial, 2015)[6]
- Nudos de cereza (Punto en Boca, 2014)[5]
- El osito Cochambre (23 Escalones, 2012)[3]

Nouvelle
- Y bailar sobre tu tumba (Cazador de ratas, 2018)
- Anoche, mientras te observaba (Editorial Base, 2016)[8]

#### Relatos
- Surrealiste (Dilatando Mentes, 2019)
- Grotesque (Dissident Tales Editorial, 2015)[7]
- Texturas del miedo (Saco de Huesos Ediciones, 2010)[2]

### Coautoría

#### Relatos
- Girando en Simetría (Tyrannosaurus Books, 2015)[9]

### Otras publicaciones
- La sombra de Polidori (Saco de Huesos Ediciones, 2014): "Cuando se supone que una madre abraza a un monstruo"[13]
- Peta Zeta (Sportula/Dolmen-digital, 2013): "Cuando lo que de amoroso tiene el oso no resulta nada hermoso"[14]
- Fantasmagoría (Ediciones Tombooktu, 2013): "Caramelitos de fresa"[15]
- Antología Z v. 6 (Dolmen Editorial, 2012): "La Zelestina"[16]
- Antología del II Certamen Monstruos de la Razón (Editorial Saco de Huesos, 2011): "Alma de Cereal"[17]
- Antoloxía de Contos Fantásticos (Libros de Peto de Asencudega, 2011): "2027" —Traducido al gallego—
- VIII Antología Calabazas en el Trastero: Monstruos de Cine (Editorial Saco de Huesos, 2011): "Alguien que me cuide y que me quiera"[18]
- Versículos Prohibidos (Editorial 23 Escalones-digital, 2011): "El cuerpo de Cristo"
- VII Antología Calabazas en el Trastero: Peste (Editorial Saco de Huesos, 2011): "PESTE S.A."[19]
- 32 motivos para no dormir (Editorial Círculo Rojo, 2011): "La Mujer Violeta"[20]
- VI Antología Calabazas en el Trastero: Bosques (Editorial Saco de Huesos, 2010): "Aokigahara"[21]
- Antología del I Certamen de relatos sobre cine Arvikis-Dragonfly (Ediciones Cardeñoso, 2010): "Al cine, mejor solo"
- I PerVersiones: Cuentos Populares (Autoedición colectiva, 2010): "El Placer de Comer"
- V Antología Calabazas en el Trastero: Terror Oriental (Editorial Saco de Huesos, 2010): "Bunraku"[22]
- Antología del II Certamen Ovelles Elèctriques (Bubok, 2010): "Feel The Horror Experience"
- Antología del V Certamen Karma Sensual: Para Comerte Mejor (Editorial Literarte, 2010): "Registro de Habitaciones"
- Antología del I Certamen Ovelles Elèctriques (Bubok, 2009): "El Quimérico Autoestopista"
- Antología del I Certamen HellinFilm (Bubok, 2008): "Miedo"

## Premios y otros reconocimientos

### Año 2014
— (¿?) Finalista en el II Certamen de novela corta de terror Ciudad de Utrera.
— (Fin) Relato seleccionado para la antología "Círculos Infernales" con motivo del micromecenazgo del juego de mesa "Infernis".

### Año 2013
— (El osito Cochambre) Finalista en los Premios Nocte 2013 como mejor novela nacional
— (Alguien que me cuide y que me quiera) Segundo clasificado del Premio Nosferatu, Calabazas en el Trastero: Monstruos de Cine

### Año 2011
— (La Zelestina) Relato finalista del Certamen Todos los Santos 2011 de H-Horror
— (Aokigahara) Relato ganador del Premio Nosferatu, Calabazas en el Trastero: Bosques
— (Bunraku) Relato tercer clasificado en el Premio Nosferatu, Calabazas en el Trastero: Terror Oriental
— (Alguien que me cuide y que me quiera) Relato seleccionado para la VIII antología Calabazas en el Trastero: Monstruos de Cine

### Año 2010
— (PESTE S.A.) Relato seleccionado para la VII antología Calabazas en el Trastero: Peste
— (FIN) Seleccionado para la antología Visiones 2010, auspiciada por la AEFCFT y organizada por Sevilla Escribe
— (Digestión Pesada) Mención como finalista del IV Concurso de Microrrelatos de Terror y Gore Molins de Rei
— (Cuando se supone que una madre abraza a un monstruo) Segundo Premio en la categoría de terror del Concurso Todos los Santos 2010 de H-Horror
— (La Mujer Violeta) Seleccionado para la antología del II Certamen de relatos de terror de la Editorial Círculo Rojo
— (Al cine, mejor solo) Seleccionado para el libro antológico del I Certamen de microrrelatos sobre cine Arvikis-Dragonfly
— (Reflejos) Microcuento finalista (cuarto clasificado) del VIII Certamen Internacional de Microcuento fantástico miNatura
— (Cuando se supone que una madre abraza a un monstruo) Relato finalista (novena posición) del I Certamen de relatos de terror y fantasía oscura Realidad Incoherente
— (Aokigahara) Relato seleccionado para la VI antología Calabazas en el Trastero: Bosques
— (Cuando nos quedamos solos) Relato finalista del I Certamen El Abismo del Fénix
— (Un barco del Norte) Microrrelato ganador del IV Certamen de microrrelato Teseo, organizado en El Multiverso
— (FIN) Relato tercer clasificado en El Reto IX de Asshai.com
— (Bunraku) Relato seleccionado para la V antología Calabazas en el Trastero: Terror Oriental
— (Feel The Horror Experience) Relato finalista del II Certamen Ovelles Elèctriques

### Año 2009
— (Registro de habitaciones) Relato segundo clasificado en el V Certamen Karma Sensual: Para Comerte Mejor 
— (Nueva carne) Relato ganador del II Certamen "El Caldero Mágico" de literatura fantástica
— (Cuando nos quedamos solos) Relato ganador del IV Premio Liter de literatura de terror
— (Miradas) Microrrelato finalista del VI Certamen Internacional de Literatura Hiperbreve Pompas de Papel 
— (Alma de cereal) Relato segundo clasificado en el premio del público en la categoría de terror del II Certamen Monstruos de la Razón 
— (Alma de cereal) Relato ganador del premio del jurado en la categoría de terror del II Certamen Monstruos de la Razón
— (Cabecita de plástico) Novela corta premiada con un Accésit y una Mención Especial en el I Certamen de novela corta Katharsis 
— (Alma de cereal) Relato segundo clasificado del I Certamen "El Espejo Maldito" 
— (Los ojos de la princesa) Relato finalista del I Certamen "El Dirigible" 
— (El quimérico autoestopista) Relato publicado en la antología del I Certamen Ovelles Elèctriques

### Año 2008
— (Miedo) Relato publicado en la antología del I Certamen HellInFilm